# Maciej Laskowski
Maciej Laskowski (ur. 1808, zm. 1 sierpnia 1855 w Ciechocinku) – polski aktor teatralny.

## Życiorys
Występował w teatrach krakowskich w latach 1832–1840. W tym okresie uczestniczył również w występach wyjazdowych w Lublinie, Poznaniu, Kaliszu i Olkuszu. Po 1840 roku porzucił stałą scenę na rzecz teatrów prowincjonalnych. Grał w m.in. w zespołach Hipolita Popiołka, Jana Nepomucena Piotrowskiego. Najdłużej (1846–1855) był związany z zespołem Jana Chrzciciela Okońskiego. Wystąpił m.in. w rolach: Szczepana Gracy (Kominiarz i młynarz czyli zawalenie wieży Jana Nepomucena Kamińskiego) i Piotra Berthauta (Chłopiec okrętowy).

## Życie prywatne
Jego córką była aktorka Ludwika Grabińska, a wnuczką aktorka i śpiewaczka Antonina Filleborn. Być może jego żona również była aktorką teatrów prowincjonalnych i warszawskich teatrów ogródkowych.